# S:t Johannes nunnekloster
S:t Johannes nunnekloster i Kalmar, eller Kalmar nunnekloster var ett svenskt nunnekloster i Kalmar tillhörigt dominikanorden, verksamt från 1299 till 1505.
Kalmar nunnekloster grundades av den rika och religiösa Margareta Göstafsdotter år 1299. Det vigdes till Johannes döparen och hade en egen S:t Johanneskyrka med kyrkogård. Vid grundandet mottog klostret ett stort godskomplex i Emådalen av handbördsflickan Benedikta Holmstensdotter. Klostret mottog främst medlemmar från adeln som levde på inkomsten från sina gods, och det religiösa livet vände sig endast till medlemmarna själva. År 1452 ska Brita Olovsdotter (Tott) enligt legenden ha tillbringat en tid i klostret som en form av fängelsestraff efter att ha dömts för förräderi. I detta kloster ska en av medlemmarna enligt rimkrönikan ha fått en vision av att marsken Karl Knutsson (Bonde) skulle få motta en kungakrona; Knutsson blev kung år 1448.  
Platsen där klostret låg bedömdes vid Kalmarunionens slut som otrygg, eftersom den var strategiskt viktig och kunde användas av danskarna vid de många stridigheterna omkring staden. Vid denna tid inträffade också Kalmar blodbad (1505). Därför flyttade nunnorna år 1505 till Skänninge nunnekloster. De gamla klosterbyggnaderna användes år 1523-24 till förläggning för svenska fänrikar och revs sedan. Den exakta platsen för klostret är inte känd. Möjligen låg det på nuvarande fängelsets plats.            
Kvarnholmen kallades ursprungligen för Systraholmen eftersom nunnorna ägde mark där, och även Systraströmmen fick sitt namn efter klostret.